# 30 Hudson Yards
30 Hudson Yards, também conhecido como Torre Norte, é um arranha-céu super-alto em West Side, Manhattan, Nova Iorque. Localizado perto de Hell's Kitchen, Chelsea e da área da Penn Station, o edifício é parte do empreendimento imobiliário Hudson Yards, um plano para redesenvolver o Pátio West Side da MTA. É o terceiro maior edifício de Nova Iorque.
O edifício tem um observatório triangular por fora do 101º andar. Esse observatório, com uma altura de 335 m, abriu em março de 2020 e é o maior observatório a céu-aberto do hemisfério ocidental.

## História
A cerimônia de colocação da pedra fundamental aconteceu em 4 de dezembro de 2012. No início, as obras focaram em erguer uma plataforma que cobre a maioria do Pátio Oriental, onde grande parte da fase 1 do empreendimento está localizada. Em 12 de dezembro de 2013, foi anunciado que a Tutor Perini Building Group Corp. ganhou o contrato de 510 milhões de dólares para construir a plataforma.
Em 2013, a Time Warner anunciou suas intenções de mover a maioria de seus escritórios para o 30 Hudson Yards, deixando vazio sua sede atual no Time Warner Center, também propriedade da Related, em Columbus Circle. A empresa irá ocupar metade do edifício, abaixo do 38º andar.
No meio de 2015, a Related recebeu um empréstimo de 690 milhões de dólares do Bank of America, Wells Fargo e CIBC, o que permitiu que a construção começasse. Em janeiro de 2016, os primeiros andares acima do solo já estavam completos. A construção do mirante no topo do edifício começou em abril de 2018, e estava quase concluída na metade de 2018.
Em janeiro de 2019, a WarnerMedia contratou Douglas Harmon e Adam Spies da Cushman & Wakefield para encontrar um comprador para para seu complexo de escritórios e, então, o alugasse de volta. O complexo de escritórios da WarnerMedia inclui mais de 1,4 milhões de pés quadrados de andares, representando aproximadamente 60% da torre de 2,6 milhões de pés quadrados.
O edifício foi inaugurado em 15 de março de 2019. Um mês depois, a WarnerMedia vendeu seu espaço à Related e Allianz por US$ 2,2 bilhões após assinar um contrato de aluguel de 15 anos por 1,5 milhões de pés quadrados (140 000 m2). Os sócios financiaram a compra com um empréstimo comercial de 10 anos, com juros de garantia garantidos por hipoteca de US$ 1,43 bilhão do Deutsche Bank, Wells Fargo e Goldman Sachs. Em junho, a KKR contraiu uma hipoteca de US$ 490 milhões do Deutsche Bank sobre o espaço de seus condomínios de escritórios.

## Arquitetura e projeto
Kohn Pedersen Fox foi escolhido para projetar o edifício. Originalmente projetado para ter 408 m de altura, o prédio teve sua altura reduzida para 395 m, ainda assim o maior edifício do empreendimento. O espaço da WarnerMedia tem várias conveniências, incluindo uma cafeteria, uma academia, um auditório de dois níveis, um cinema e um mirante aberto.
O saguão do edifício terá uma obra de arte do artista espanhol Jaume Plensa, que consiste em 11 esferas de aço inoxidável pendurados no teto, representando a unidade global e a diversidade cultural.

### The Edge
O arranha-céu tem como destaque um mirante aberto a 340 m de altura conhecido como "The Edge" (em português:  A Borda). O The Edge contem um terraço ao ar-livre que se estende por 28 m a para fora do edifício, proporcionando vistas panorâmicas de Manhattan e do rio Hudson. É o mais alto mirante a céu-aberto do hemisfério ocidental e o segundo maior mirante de Nova Iorque, atrás apenas do observatório One World, no One World Trade Center. Visitantes podem andar até uma barreira de vidro inclinada a 6,6 graus para frente. Outro destque do The Edge é um triângulo de vidro no chão do mirante, que permite que os visitantes vejam a rua 345 m abaixo. Também existe uma escadaria aberta no lado oriental do mirante.
O The Edge foi aberto ao público em 11 de março de 2020, e foi temporariamente fechado dois dias depois em decorrência da pandemia de COVID-19. A atração foi reaberta em 2 de setembro de 2020.

## Galeria

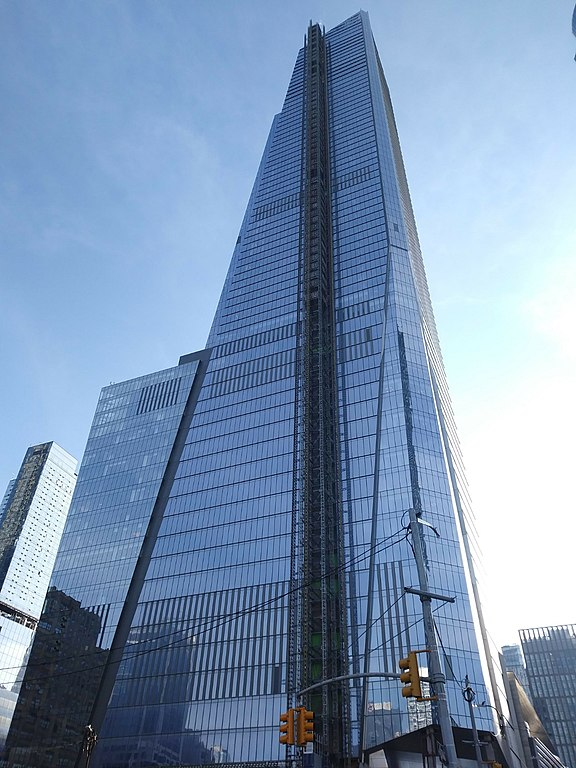
30 Hudson Yards em fevereiro de 2019
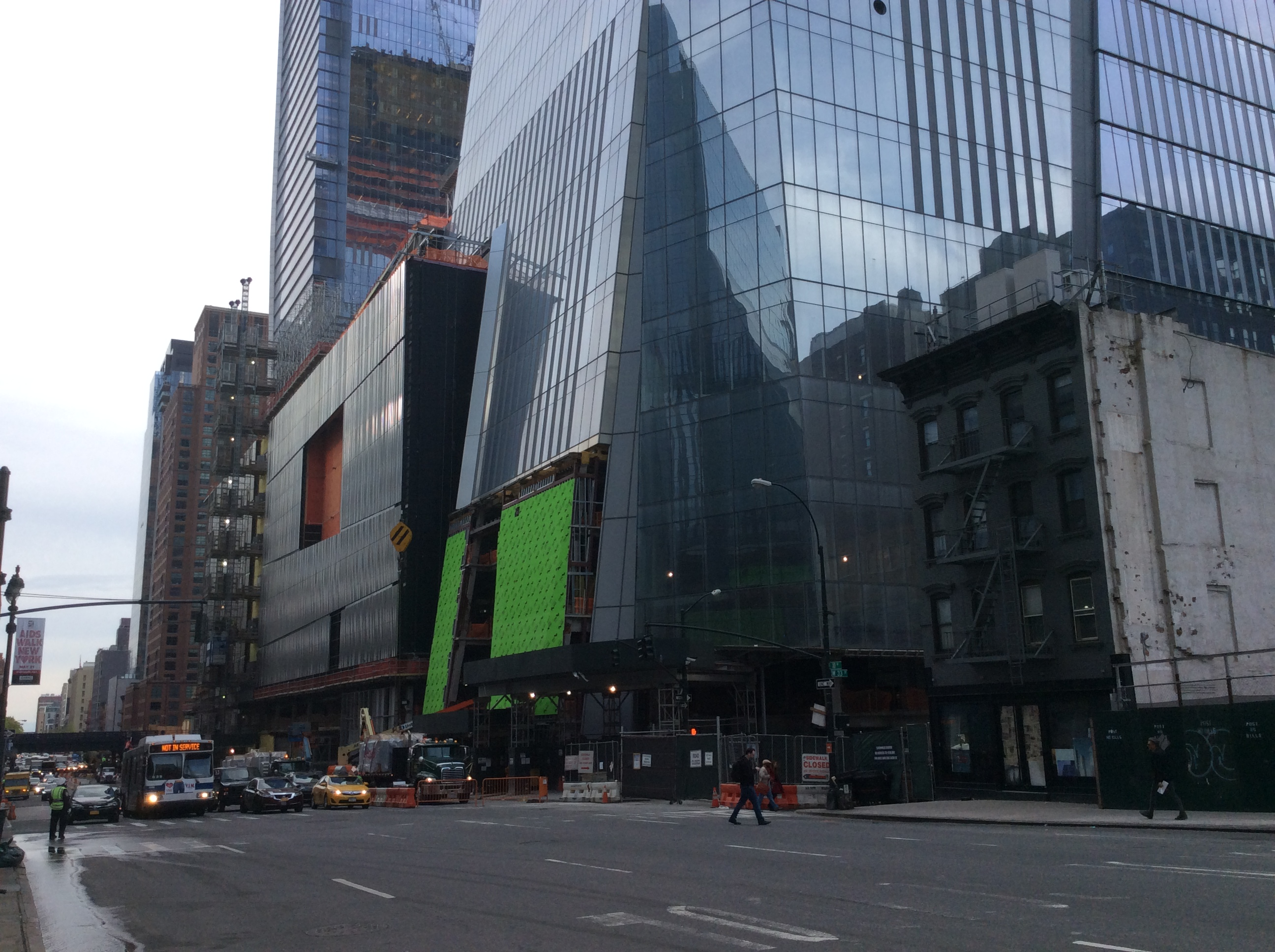
A base do edifício
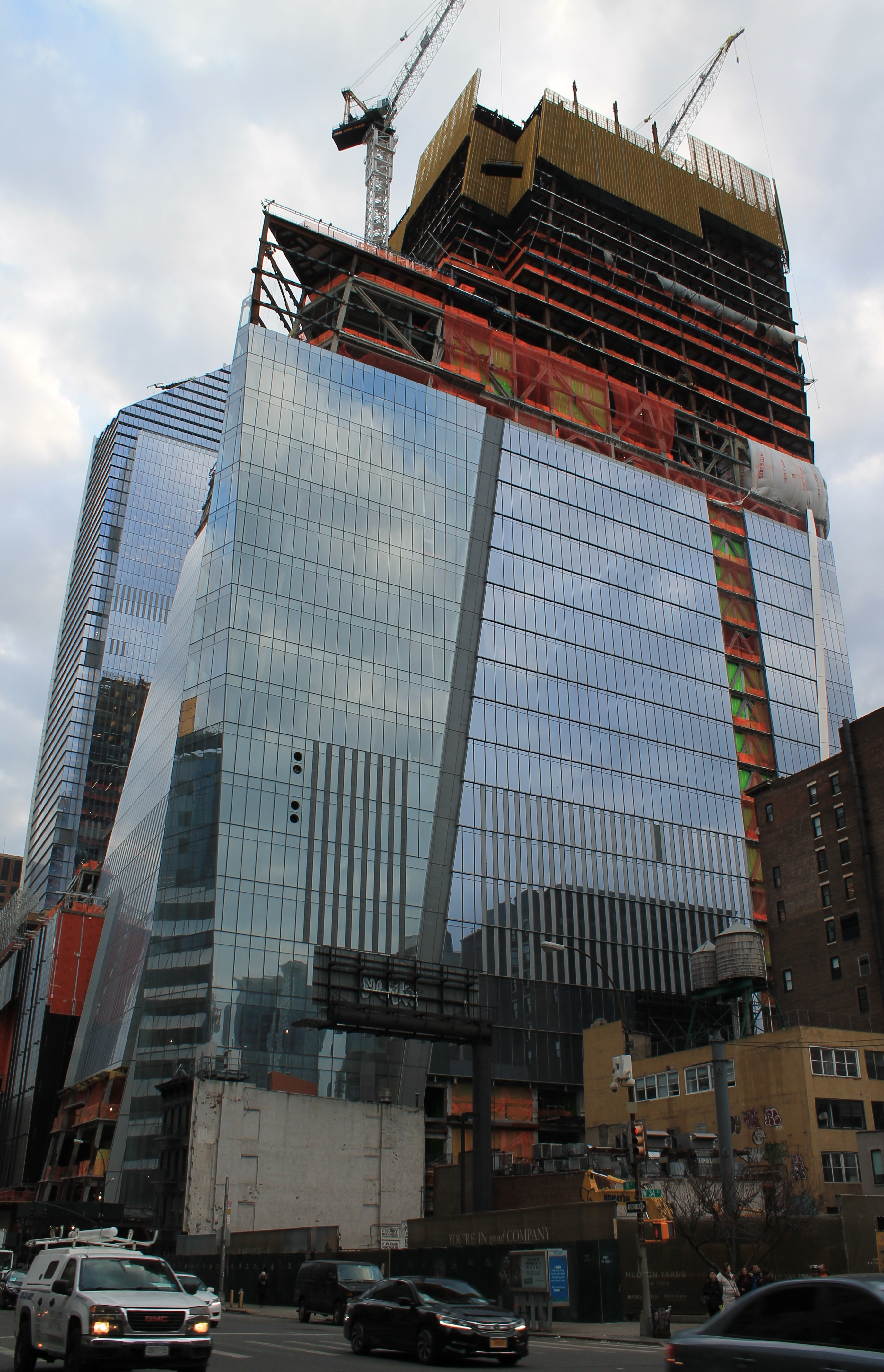
Progresso da construção em março de 2017
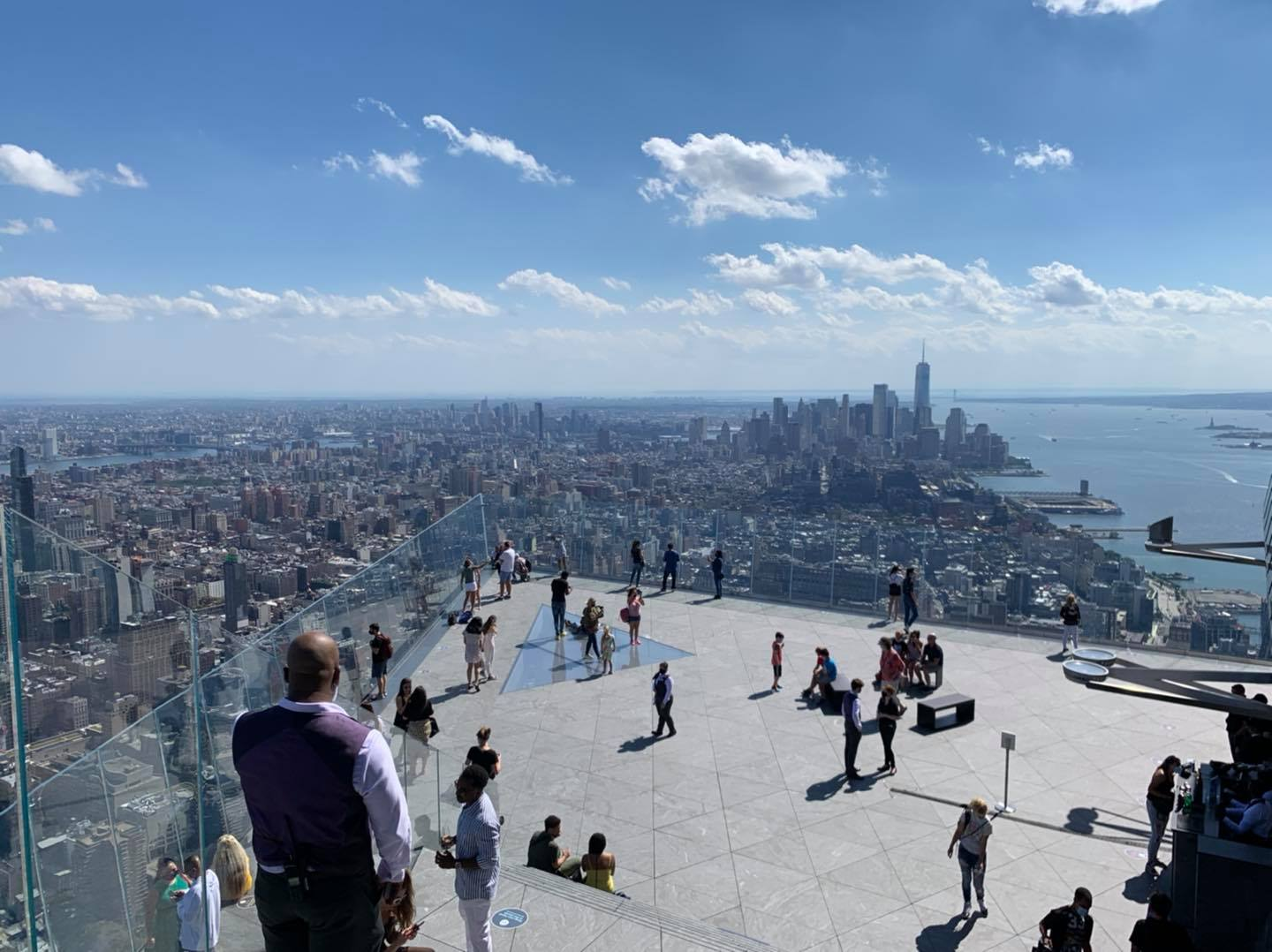
The Edge
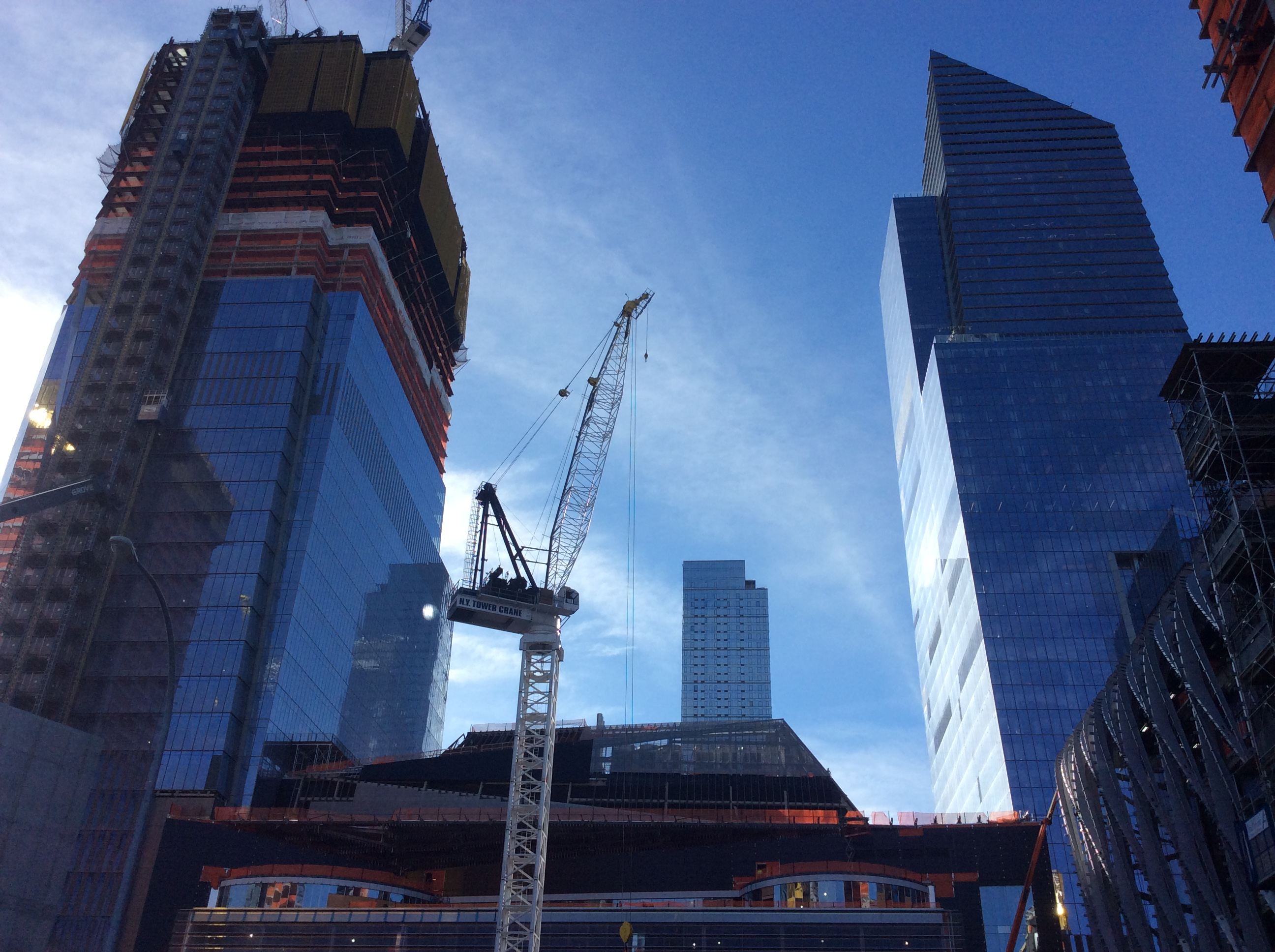
30 Hudson Yards em construção à esquerda e o já completo 10 Hudson Yards à direita
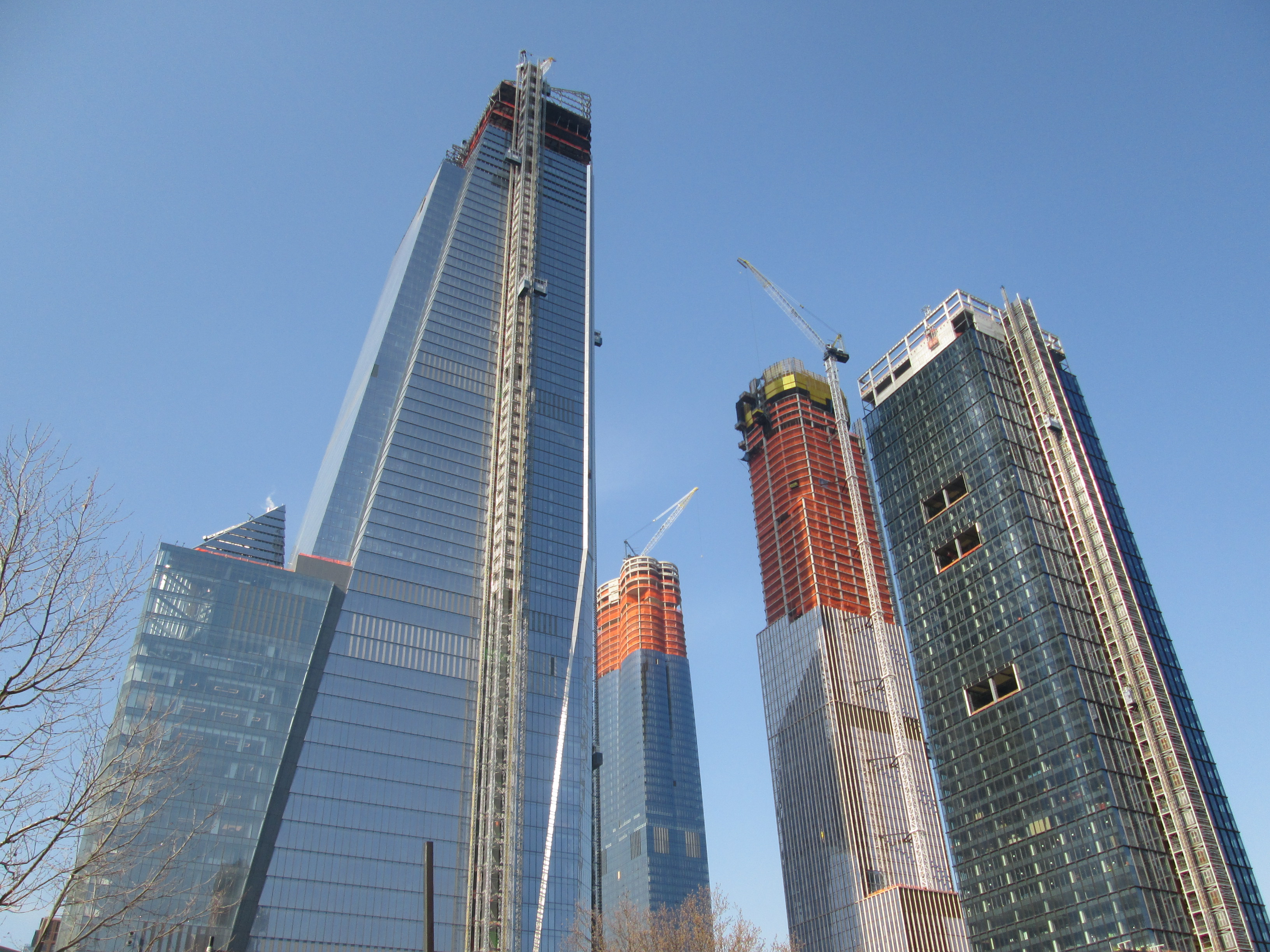
Progresso da construção em abril de 2018